# 울산급 호위함
울산급 호위함(蔚山級護衛艦)은 대한민국 해군이 운용하는 호위함이다. 1990년대 초반까지 대한민국 해군의 수상전력중 최강 전투함이었으나 2010년대 이후 대한민국 해군에서 가장 노후화된 구식함정중 하나로써 퇴역이 단계적으로 진행되고 있다. 대구급 호위함과 세종대왕급 구축함 Batch-3가 완료되면 포항급 초계함과 함께 일선에서 물러날 것이다.

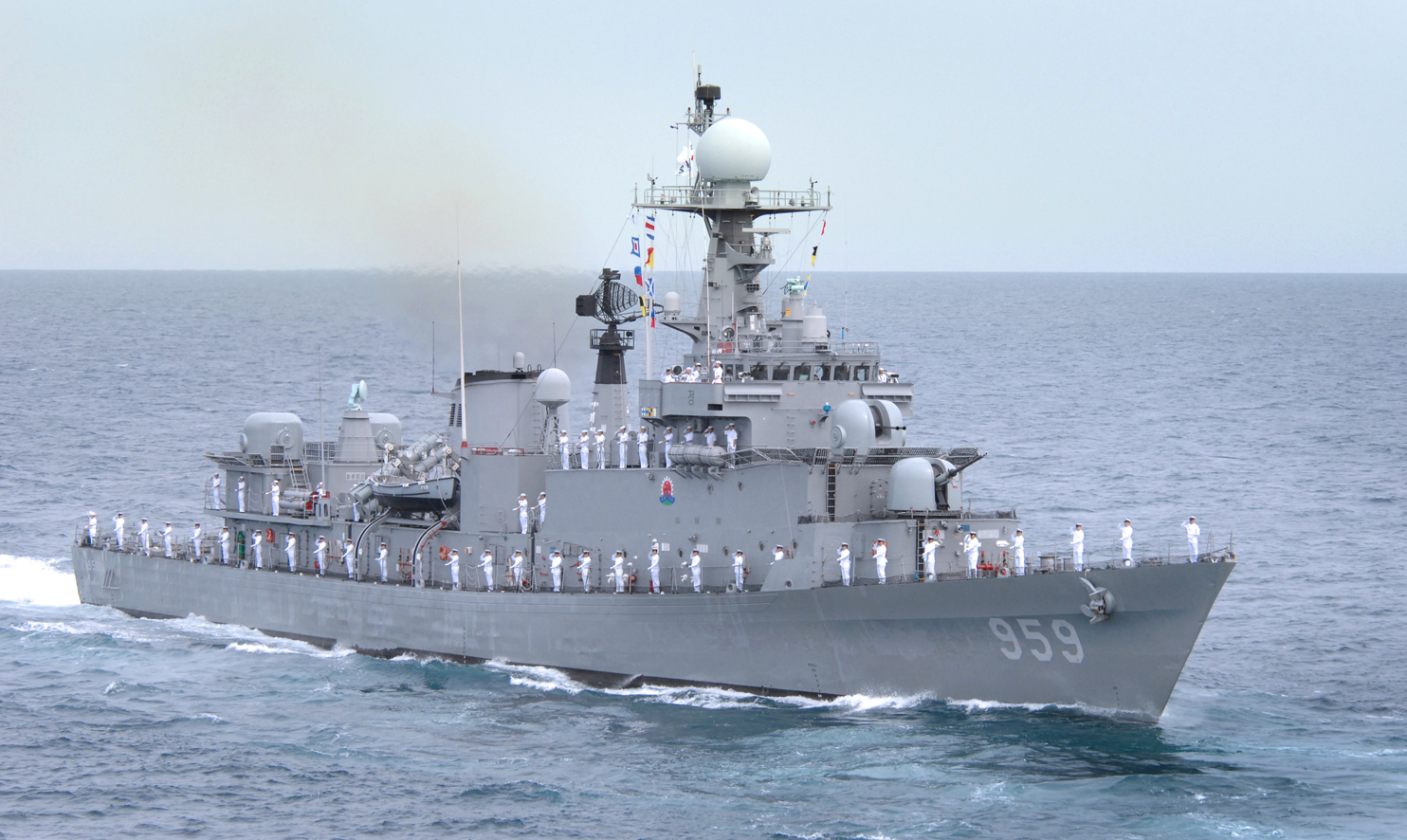

## 역사
1975년 베트남의 공산화는 한국의 자주국방 노력을 더욱 자극했다. 새로운 전력증강계획이 마련됐고, 1980년 초까지 북한과 대등한 군사력을 육성, 확보하는 것을 주된 목적으로 삼았다. 이에 따라 해군 방어해역 내에서 완벽한 해상 통제권을 확보, 유지해 방어해역에 대한 적의 사용 및 침투를 방지하고자 했다. 그리고 점차적으로 작전해역을 확대해 한반도 전 해역에 대한 해상 우세를 장악하는 것을 해군 전략목표의 기본으로 했다.
1975년 7월 9일 박정희 대통령은 변화하는 안보환경에 대응하고, 자주국방체제를 확립하기 위한 조치로 해군참모총장에게 구축함 개발 가능성을 검토하여 보고하라는 지시를 내렸다. 해군은 중무장한 채 빠른 속력을 내며, 장기간 항해가 가능한 최신예 플랫폼을 구상했다. 이제 갓 소형 함정을 만들기 시작한 해군은 고속정 설계 기술을 보유했지만 대형 전투함의 설계 경험은 전무했다.
1976년 12월 현대조선과 설계계약을 체결했으나 설계 관련 계획 및 자료구입이 어려워 현대조선은 기술로 직접 해결하기 어려운 사항은 미국 JJMA사의 설계기술과 기술인력을 지원받기 위해 상호기술협력계약을 체결했다. 1978년 기본설계가 완료되었으며, 같은 해 11월 현대조선과 해군 사이에 시제함 상세설계 및 건조계약을 체결하고 본격적인 한국형 구축함 건조에 착수했다.
이어 1980년 4월 8일 초도함 울산함의 진수식을 치렀으며. 최규하 대통령이 기념연설을 했다. 1981년 1월 1일 1번함 울산함이 취역했다. 곧이어 운용과정에서 발생한 문제점을 보완해나가면서, 1992년 3월 20일 마지막함인 청주함까지 총 9척을 배치했다.

## 함정
| 명칭 | 함번   | 진수일           | 취역일           | 퇴역일           | 상태   |
| 1기  | 1기    | 1기              | 1기              | 1기              | 1기    |
| ---- | ------ | ---------------- | ---------------- | ---------------- | ------ |
| 울산 | FF-951 | 1980년 4월 8일   | 1981년 1월 1일   | 2014년 12월 30일 | 퇴역   |
| 서울 | FF-952 | 1984년 4월 24일  | 1984년 12월 18일 | 2015년 12월 31일 | 퇴역   |
| 충남 | FF-953 | 1984년 8월 26일  | 1985년 7월 1일   | 2017년 12월 27일 | 퇴역   |
| 마산 | FF-955 | 1984년 10월 26일 | 1985년 8월 7일   | 2019년 12월 24일 | 퇴역   |
| 2기  |        |                  |                  |                  |        |
| 경북 | FF-956 | 1986년 1월 15일  | 1986년 8월 1일   | 2019년 12월 24일 | 퇴역   |
| 3기  |        |                  |                  |                  |        |
| 전남 | FF-957 | 1988년 4월 19일  | 1989년 10월 26일 | 2022년 12월 31일 | 퇴역   |
| 제주 | FF-958 | 1988년 5월 3일   | 1989년 12월 2일  | 2022년 12월 31일 | 퇴역   |
| 부산 | FF-959 | 1992년 2월 20일  | 1992년 11월 2일  | -                | 운용중 |
| 청주 | FF-961 | 1992년 3월 20일  | 1992년 12월 2일  | -                | 운용중 |

## 제원
- 배수량 : 경하 1,500톤 (만재 2,300톤)
- 전장: 102m
- 선폭: 11.5m
- 흘수: 3.5m
- 추진: CODOG
- 속력 항속: 15노트 , 최대 34노트
- 승조원: 150명
- 대수상/대공 탐지장비 : DA-05 레이더 (탐지거리 135km)
- 항법 시스템 : AN/SPS-10C
- 사통 장치 : 시그널 WM-28  삼성탈레스 WSA-423/ST-1802 (3차선)
- 소나 : 시그널 PHS-32 (함수)
- 전자전 시스템 : ULQ-11K
- 대함미사일 : 하푼 4발 x2
- 대공미사일 : 미스트랄

## 수출
- 대만은 1983년 광화 2호 계획이라는 호위함 도입 사업을 벌인다. 1988년 울산급 호위함이 수출 직전까지 갔으나, 프랑스의 로비에 의해서 캉딩급 호위함이 도입되었다.[2]
- 2001년 6월에 방글라데시에 1척을 수출하기로 하였고, 2007년에 진수되었다.

## 같이 보기
- 대한민국 해군의 함정 목록